# Intubacija
Intubacija je invazivna terapijska metoda uvođenje specijalno dizajnirane cevi u prirodnu šupljinu tela ili šuplji organ. Najčešće se ovaj termin koristi za postupak uvođenja plastične cevi (tubusa) za disanje u traheju, u cilju zbrinjavanja disajnog puta i obezbeđivanja normalne ventilacije, koja u određenim stanjima ne samo da omogućava disanje već i spašava život bolesniku. Postupak čini disajni put sigurnim ne samo za spontanu već i veštačku ventilaciju. Tubus se u toku intubacije može postaviti u disajne puteve kroz usta (orotrahealna intubacija) ili kroz nos (nazotrahealna intubacija), ili u gastrointestinalni trakt kod nazogastrična intubacija (kroz nos, preko grla i dole u želuca), ili kroz usta kod orogastrična intubacije koja je sličan proces.

## Terminologija
Termin intubacija se ponekad koristi i za opisivanje endoskopskih procedura .
Uklanjanje cevi za disanje naziva se ekstubacija.

## Tipovi intubacije

### Orofaringealna intubacija
Orofaringealna intubacija je jedna od najjednostavnijih intubacija, kojom se disajni put održava prohodnim. Ova metoda je veoma jednostavna, a primenjiva je i kod stanja koja ne dozvoljavaju promenu položaja glave — defleksiju ili okretanje u bočni položaj.
Izvodi se uz pomoć orofaringealnog ili usnoždrelnog tubusa, raznih veličina i od različitog materijala. (najčešće prozirne i neprozirne plastike), i nose različite nazive, od kojih je najpoznatiji „ervej” (енгл. air way). Pravilnim stavljanjem tubusa fiksira se baza jezika o pod usne šupljine i time održavamo disajni put prohodnim.
| Veličina tubusa | Veličina tubusa | Veličina tubusa | Veličina tubusa | Veličina tubusa | Veličina tubusa | Veličina tubusa | Veličina tubusa | Veličina tubusa | Veličina tubusa |
| --------------- | --------------- | --------------- | --------------- | --------------- | --------------- | --------------- | --------------- | --------------- | --------------- |
| Veličina        | 000             | 00              | 0               | 1               | 2               | 3               | 4               | 5               |                 |
| Boja            | розе            | плава           | црна            | бела            | зелена          | жута            | црвена          | наранџаста      |                 |
| Dužina (cm)     | 4               | 5               | 6               | 7               | 8               | 9               | 10              | 11              |                 |
S obzirom da sa na osnovu naziva „ervej” može naslutiti da se radi o cevi (tubusa), podrazumeva
se da mu je šuplja sredina. Međutim, ima i modela kod kojih je sredina puna, a bočno su postavljeni
kanali. Svim orofaringealnim tubusima je zajedničko da imaju ravan i ojačan početni deo, koji se smešta između zuba, dok je preostali deo tubusa polukružno savijen, kako bi bio prilagođen anatomskiom
obliku usne šupljine i ždrela.
Glavne indikacije za orofaringealnua intubaciju su — besvjesno stanje i arefleksija, a kontraindikacije — prisutan refleks povraćanja (moguća aspiracija stranog sadržaja).

### Nazofaringealna intubacija
Nazofaringealna intubacija je slična orofaringealnoj, a izvodi se pri intaktnim nosnima kanilama kada je orofaringealna intubacija nemoguća. Nazofaringealni tubusi su izrađeni od gume ili plastike, različite su veličine i prosečne dužine od 16 do 17 cm.
Indikacije
Indikacije za nazofaringealnu intubaciju su:
- pomućena svest,
- konvulzije,
- trizmus(tetanus),
- povreda vratne kičme,

Kontraindikacije
Kontraindikacije za nazofaringealnu intubaciju su:
- obostrana, urođena velika devijacija nosnog septuma
- prelomom uzrokovana velika devijacija nosnog septuma.

### Endotrahealna intubacija
Endotrahealna intubacija je invazivna terapijska metoda zbrinjavanja disajnog puta koja se zasniva na postavljanju endotrahealnog tubusa direktno u traheju. Ova tehnika omogućava bezbednu i najpouzdaniju zaštitu disajnog puta. Pored zaštite ona ona omogućava odgovarajuću oksigenaciju i ventilaciju pacijenta, razdvaja disajni put od digestivnog sistema i time sprečava rizik od aspiracije, želudačnog sadržaja, krvi i sekreta, i omogućuje davanje 100% kiseonika kao i primenu anestezioloških gasova (endotraheane anestezije), primenu lekova intrapulmonalno i traheobronhalnu sukciju.
Po prvi put je endotrahealna intubacija primenjena u 14 i 15. veku, kada je švajcarski lekar, alhemičar, astrolog Paracelzus uveo u čovekov u dušnik cev kako bi mu spasio život. Tri veka kasnije, ljudi su spašavani na takav način zbog nedostatka vazduha.
Endotrahealna intubacija je najčešće korišćena tehnika za obezbeđenje disajnog puta tokom hirurških intervencija, boravka u jedinici intenzivnog lečenja, u hitnim situacijama. Njeno korišćenje daje sigurnost za vreme dugotrajnih hirurških intervencija, toko transporta bolesnika, primene povećanog pritiska tokom mehaničke ventilacije, daje najbolju zaštitu disajnih puteva od aspiracije želudačnog sadržaja, krvi, sluzi, stranih tela, obezbeđuje toaletu disajnih puteva i na kraju, moguća je i aplikacija nekih medikamenata ovim putem, u nedostatku intravenskog pristupa.
Postoje i situacije kada je njeno izvođenje otežano ili nemoguće. Tada se moraju primeniti druge tehnike kojima se može rešiti ovaj problem. Uvođenje u svakodnevnu praksu novih tehnoloških rešenja koja imaju cilj da olakšaju otežanu intubaciju, je od velike pomoći za anesteziologe. To su brojni modeli rigidnih, polu rigidnih i video laringoskopa koji olakšavaju plasiranje endotrahealnog tubusa u traheju i umanjuju mogućnost pogrešne endotrahealne intubacije. Najširu primenu u praksi imaju laringealna maska, video laringoskopija, bronhoskopija.

### Alternative endotrahealnoj intubaciji
Alternative endotrahealnoj intubaciji uključuju uređaje kao što su laringealna maska, larinksni tubus i kombitubuse, koji se često koriste za ventilaciju — u manjim operacijama, kod nemogućnosti pravilnog postavljanja cevi (otežana intubacija) ili intubaciju trena da vrši medicinska osoba koje nije lekar.
Laringealna maska je sredstvo za supraglotično (iznad grkljanskog poklopca) obezbeđivanje disajnog puta. Dostupna je u različitim veličinama . Prvobitno je zamišljena za korištenje u operacionim salama, ali se sve više preporučuje u opremi urgentnih službi kao važno pomoćno sredstvo za
obezbeđenje disajnog puta u otežanim situacijama. U tom smislu, eksplicitno, Smernice ERC-a iz 2011. godine navode 
da bi neiskusni ljudi trebalo da pribegnu ovim alternativama za održavanje disajnim putevima kako bi se sprečilo pogrešno izvedena intubacija, odnosno neprimećeno ubacivanje endotrahealne cevi u hiperinflamarini jednjak umesto u traheju.

### Nazogastrična intubacija
Nazogastrična intubacija ili nosnoželudačna intubacija je medicinski proces koja se zasniva na umetanju gumenog ili plastičnog tubusa (nazogastrične cevi ili NG cevi) kroz nos, preko grla naniže sve do želuca.

### Orogastrična intubacija
Orogastrična intubacija ili usnoželudačna intubacija je sličan proces, koji se razlikuje od prethodnog po tome što se umetanje tubusa (orogastričnog tuba) obavlja kroz usta.

## Komplikacije izazvane intubacijom
Komplikacije koje mogu nastati tokom postavljanja endotrahealne cevi uključuju:
- traumu gornjeg disajnog puta i nosa,
- avulziju zuba,
- oralno-faringealne razderotine,
- razderotinu ili hematom glasnica,
- razderotinu traheje,
- perforaciju, hipoksemiju i intubaciju jednjaka.

Nenamerna (jatrogen) intubaciji desnog glavnog matičnog bronhusa registrovano je u 3-9% svih intubacija kod odraslih. Stope aspiracije su 8–19% kod intubacija koje su izvedene kod odraslih bez anestezije. 
Kod dugotrajne upotrebe endotrahealnih cevi mogu se javiti:
- sinuzitis,
- nekroza ili stenoza traheje,
- edem glotisa,
- pneumonija povezana sa mehaničkim ventilatorima.

## Literatura
- Roche Lexikon Medizin (5th изд.). Urban & Fischer. 2003. ISBN 978-3-437-15150-7.
- Rossaint, Werner, Zwissler, ур. (2008). Die Anästhesiologie. Allgemeine und spezielle Anästhesiologie, Schmerztherapie und Intensivmedizin. (2nd изд.). Berlin: Springer. ISBN 978-3-540-76301-7.
- Ullrich, Lothar, ур. (2010). Intensivpflege und Anästhesie. Thieme. ISBN 978-3-13-130912-9.

## Spoljašnje veze
Mediji vezani za članak Intubacija na Vikimedijinoj ostavi

|  | Molimo Vas, obratite pažnju na važno upozorenje u vezi sa temama iz oblasti medicine (zdravlja). |